# 18949 Tumaneng
18949 Tumaneng este un asteroid din centura principală de asteroizi.

## Descriere
18949 Tumaneng este un asteroid din centura principală de asteroizi. A fost descoperit pe 25 august 2000 la Socorro, New Mexico, în cadrul proiectului LINEAR. Asteroidul prezintă o orbită caracterizată de o semiaxă mare de 2,30 ua, o excentricitate de 0,07 și o înclinație de 6,9° în raport cu ecliptica.